# Fédération kazakhe de rugby à XV
La Fédération kazakhe de rugby (anglais : Kazakhstan Rugby Union) est une organisation membre de l'International Rugby Board (IRB) qui régit l'organisation du rugby à XV au Kazakhstan.
Elle regroupe les fédérations autonomes, les clubs, les associations, les sportifs, les entraîneurs, les arbitres, pour contribuer à la pratique et au développement du rugby dans tout le territoire kazakh.  

## Historique
La fédération fut créée en 1993. Elle développe les traditions de rugby existantes au Kazakhstan depuis 1966 quand la première équipe masculine de rugby à XV de la République Populaire du Kazakhstan fut créée.
Autant la situation et les structures étaient facilitées dans l'ancienne URSS (le rugby était pratiqué par l'armée, les joueurs de haut niveau avaient une situation dans l'armée et des revenus confortables, des rencontres étaient organisées entre républiques populaires), autant la chute des partis communistes et la dislocation de l'ancienne URSS et de l'Armée rouge ont rendu la pratique du rugby et la mise en place de structures difficiles. Les meilleurs joueurs sont partis dans des clubs français ; les clubs et la fédération manquent de matériel et d'équipements.  
Le siège se trouve à Almaty (480091, 7 Kashgarskaya Str., ap. 4, Almaty). 
Le directeur général actuel est Stanislav Knorr.